# Centre de pneumologie Henri-Bazire
Le centre de pneumologie Henri-Bazire est un établissement de soins de suite et de réadaptation spécialisé dans la prise en charge des affections respiratoires situé sur le territoire de la commune de La Sure en Chartreuse (anciennement Saint-Julien-de-Raz), dans le département de l'Isère en région Auvergne-Rhône-Alpes.
Géré par une association à but non lucratif, son offre de soins, basé sur un effectif de 71 lits, s’articule autour de la prise en charge des malades atteints d'affections respiratoires chroniques.

## Historique

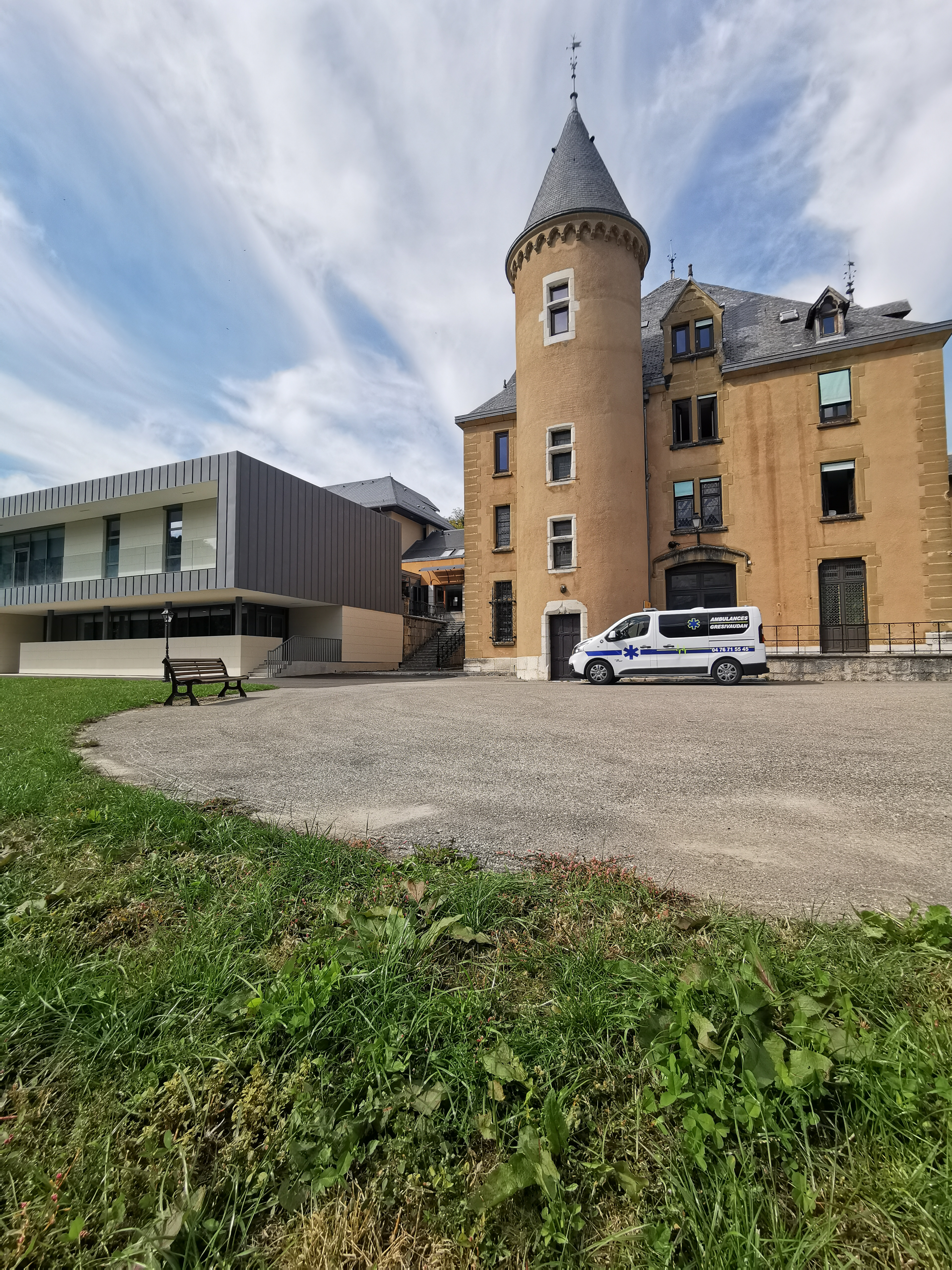
Tour principale du centre Henri-Bazire

L'établissement a été édifié à l'existence d’une maison forte delphinale datant du XIVe siècle et remanié durant l’époque de la Renaissance comme l'indique la présence de la tour principale encore présente en 2023. Ce château a été ensuite été modifié et agrandi au XIXe siècle.
Ce secteur a appartenu à l'ordre des Chartreux au XVIIe siècle puis racheté par un particulier. Durant le XIXe siècle, Hector Blanchet fit construire un château, simple villégiature pour lui et sa famille. Il lui attribua le nom de « château des Dauphins » en souvenir de la mort de Guigues VII de Viennois, prince du Dauphiné.
Le bâtiment fut ensuite transformé en 1936 en maison de vacances et de repos pour jeunes travailleurs. En 1939, l'établissement est classé en préventorium, puis il est reconverti en centre de pneumologie en 1974, en raison du recul de la tuberculose en France.
En 2022, le centre de pneumologie a investi dans la construction d’un nouveau bâtiment permettant le regroupement du laboratoire, de la pharmacie et du service de kinésithérapie. Ce nouveau service a été inauguré le 14 septembre de cette même année.

## Établissement

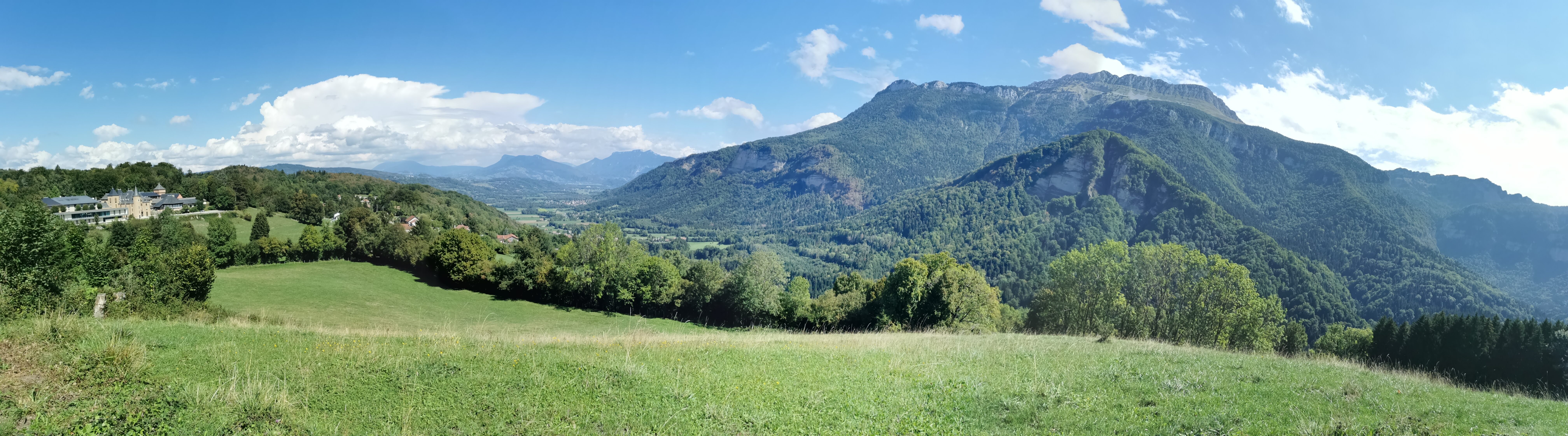
La Grande Sure et le centre Henri Bazire

Le centre de pneumologie Henri-Bazire est un établissement de soins de suite et de réadaptation de référence en pneumologie situé en Isère, dans le massif de la Chartreuse, non loin de Voiron.
L'établissement est spécialisé dans la prise en charge des affections respiratoires avec un effectif de 71 lits en hospitalisation complète. En 2023, l’équipe médicale se compose de trois médecins pneumologues, deux médecins généralistes dont un avec une spécialité sur la pathologie du sommeil et d’un pneumologue du CHU de Grenoble.
Les prises en charge proposées en réadaptation respiratoire traite l’insuffisance respiratoire chronique, les troubles respiratoires liée au sommeil, l’oncologie thoracique et les soins post opératoires liés à la chirurgie du cancer et la transplantation pulmonaire ainsi que la réadaptation des patients atteints de mucoviscidose et des maladies rares pulmonaires

## Situation et accès
L'établissement, situé sur le territoire de la commune nouvelle de La Sure en chartreuse, est positionné à proximité du bourg central de l'ancienne commune de Saint-Julien-de-Raz, à 25 kilomètres au nord de Grenoble et neuf kilomètres à l'est de Voiron. Sa terrasse permet de découvrir une vue dégagée sur la montagne de la Grande Sure, un des points culminant du massif de la Chartreuse.